# ドイツ語詩人の一覧
ドイツ語詩人の一覧（ドイツごしじんのいちらん）は、出身、国籍を問わずドイツ語で創作を行う詩人の五十音順別一覧である。

## ア
- ギュンター・アイヒ
- ヨーゼフ・フォン・アイヒェンドルフ
- ロッテ・アイスナー
- ハルトマン・フォン・アウエ
- ローゼ・アウスレンダー
- H. C. アルトマン
- ベッティーナ・フォン・アルニム
- アヒム・フォン・アルニム
- ハンス・アルプ
- ヤーコプ・ヴァッサーマン
- ヴォルフラム・フォン・エッシェンバッハ
- ノルベルト・エリアス
- ハンス・マグヌス・エンツェンスベルガー

## カ
- マリー・ルイーゼ・カシュニッツ
- ハンス・カロッサ
- カロリーネ・フォン・ギュンダーローデ
- ザラ・キルシュ
- ギュンター・グラス
- アンドレアス・グリューフィウス
- ドゥルス・グリューンバイン
- フリードリヒ・ゴットリープ・クロプシュトック
- ヨハン・ヴォルフガング・フォン・ゲーテ
- シュテファン・ゲオルゲ
- エーリッヒ・ケストナー
- パウル・ゲルハルト
- ローベルト・ゲルンハルト

## サ
- ネリー・ザックス
- ハンス・ザックス
- パウル・シェーアバルト
- ゴットフリート・フォン・シュトラースブルク
- カール・シュピッテラー
- フリードリヒ・シュレーゲル
- フリードリヒ・フォン・シラー

## タ
- ジーモン・ダッハ
- パウル・ツェラン
- リヒャルト・デーメル
- ルートヴィヒ・ティーク
- ゲオルク・トラークル

## ナ
- マルティン・ニーメラー
- ノヴァーリス

## ハ
- パウル・フォン・ハイゼ
- ハインリヒ・ハイネ
- ゲオルク・ハイム
- ヴィルヘルム・ハウフ
- ゲアハルト・ハウプトマン
- インゲボルク・バッハマン
- ヴォルフ・ビーアマン
- ヴァルター・フォン・デア・フォーゲルヴァイデ
- ヨハン・ハインリッヒ・フォス
- テオドール・フォンターネ
- フリードリヒ・フーケ
- ヴィルヘルム・ブッシュ
- カール・ブッセ
- フラウエンロープ
- ブルーノ・フランク
- ベルトルト・ブレヒト
- ヘルマン・ヘッセ
- ゲオルク・ヘルヴェーク
- フリードリヒ・ヘルダーリン
- ヨハン・ゴットフリート・ヘルダー
- ゴットフリート・ベン
- E.T.A.ホフマン
- フーゴ・フォン・ホーフマンスタール

## マ
- ハインリッヒ・マイボーム (医師)
- エドゥアルト・メーリケ

## ラ
- エルゼ・ラスカー＝シューラー
- ライナー・マリア・リルケ
- フリードリヒ・リュッケルト
- ヨアヒム・リンゲルナッツ
- ゴットホルト・エフライム・レッシング
- ヤーコプ・ミヒャエル・ラインホルト・レンツ
- オイゲン・ロート
- ロスヴィータ